# Crêt de la Neige

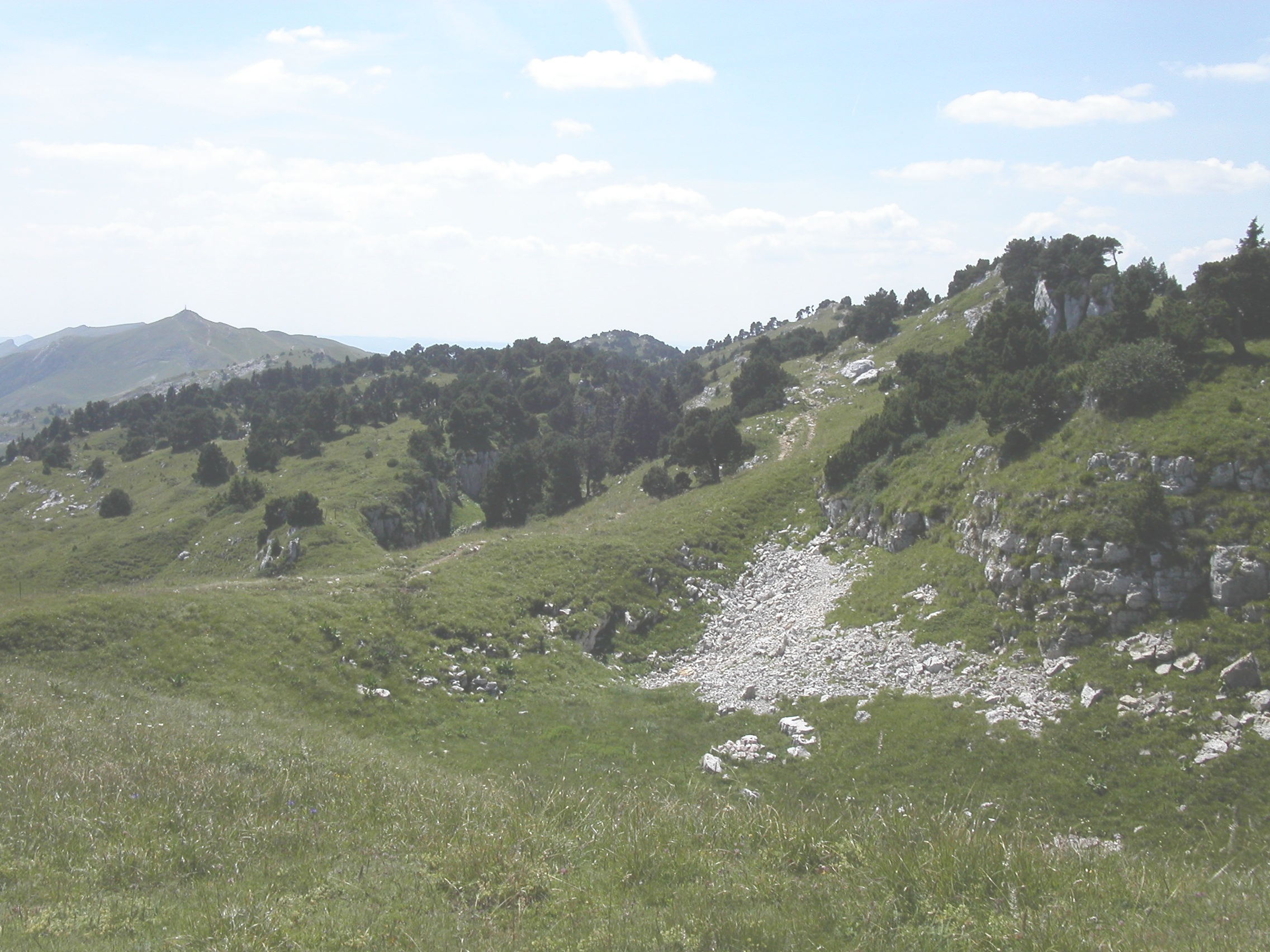
Crêt de la Neige; im Hintergrund links der Reculet

Der Crêt de la Neige ist mit knapp 1721 m der höchste Berggipfel des gesamten Juras. Er gehört zur Haute Chaîne, der östlichsten und höchsten Kette des französischen Juras, und liegt im Pays de Gex (Département Ain), rund 17 km nordwestlich der Stadt Genf.
Begrenzt wird der Crêt de la Neige im Osten durch die Ebene des Pays de Gex und im Westen durch das Tal der Valserine. Der Kamm des Crêt de la Neige fällt in diese beiden Richtungen steil ab. Er erhebt sich ohne Vorbergzone direkt aus der Ebene des Pays de Gex und überragt das Becken von Genf um rund 1300 m. Nach Südwesten leitet der Jurakamm direkt zum Reculet, nach Nordosten zum Grand Crêt über.
Eine Vermessung im Jahr 2003, die vom Institut géographique national (IGN) in Villeurbanne durchgeführt wurde, attestierte dem Crêt de la Neige eine Höhe von 1720 m. Vorher wurde die offizielle Höhe mit 1718 m angegeben, die sich durch Aufrundung der effektiv gemessenen Höhe von 1717,6 m ergab. Damit galt der Crêt de la Neige vor dem Jahr 2003 als nur 20 cm höher als der benachbarte Reculet (1717,4 m). Noch früher ging man davon aus, dass der Reculet der höchste Berg des Juras sei. Bei einer erneuten Vermessung im Jahr 2024 wurde am geodätischen Punkt des Crêt de la Neige 1718,06 m und am Gipfel des Reculet 1717,14 m Höhe gemessen. In derselben Studie lokalisierten und vermaßen Forscher der Universität Lausanne am Crêt de la Neige einen Geländepunkt, der höher ist als der geodätische Punkt, und tauften ihn „J1“. Mit 1720,83 m über dem Meeresspiegel gilt er aktuell als höchster Punkt des Jura. Die genaue Position des J1 wird zum Schutz der Natur nicht veröffentlicht.
In strukturgeologischer Hinsicht bildet der Crêt de la Neige eine Antiklinale des Faltenjuras, wobei die Gesteinsschichten zur Zeit der Jurafaltung im späten Miozän und Pliozän auf die weiter westlich liegenden Sedimente aufgeschoben wurden. Die Antiklinale ist an der Wurzel rund fünf Kilometer breit und ist gemäß der Streichrichtung der Juraketten in diesem Gebirgsabschnitt in Richtung Südsüdwest-Nordnordost orientiert. Das anstehende Gesteinsmaterial des Crêt de la Neige stammt aus marinen Sedimenten der oberen Jurazeit (im Kammbereich kommen hauptsächlich die dolomitischen Kalke des Portlandien sowie die Kalkbänke des Kimmeridgien und des Sequanien vor) und der Kreidezeit (überwiegend am Hangfuß).
Aufgrund des Kalksteins konnten sich auf dem Kamm des Crêt de la Neige verschiedene Karstphänomene ausbilden. Es gibt hier zahlreiche Karrenfelder und Dolinen, das Niederschlagswasser versickert im porösen Untergrund und tritt meist erst am Fuß der Jurakette in Karstquellen wieder zutage. Deshalb zeigen die Hänge der Haute Chaîne nur sehr wenige oberirdische Fließgewässer.
Anders als die übrigen Juragipfel ist der Crêt de la Neige im Kammbereich nicht überwiegend grasbewachsen, sondern zeigt ein felsiges, zerklüftetes und teils von kleinen Schluchten durchzogenes Relief. Der Berg weist ein raues Klima auf mit einer Jahresniederschlagsmenge, die ungefähr 2000 mm beträgt. In tiefen, unbesonnten und windgeschützten Klüften kann der Schnee das ganze Sommerhalbjahr überdauern.
Eine weitere Besonderheit des Crêt de la Neige bilden die im Kammbereich wachsenden Latschenkiefern. Diese robuste Kiefernart, die in Höhenlagen zwischen 1800 m und 2500 m in den Alpen anzutreffen ist, kommt sonst nirgends im Jura vor. Die steilen Hänge des Crêt de la Neige sind dicht bewaldet. Unterhalb von rund 900 m gibt es zumeist Laubwald, darüber bis etwa 1400 m eine Nadelwaldzone, die wiederum von Bergweiden mit subalpiner Vegetation abgelöst wird. Der Crêt de la Neige ist Teil des Naturreservats Haute Chaîne du Jura.